# Thibault Berthaud
Thibault Berthaud (Francia, 12 de abril de 1997) es un jugador profesional francés de rugby que se desempeña en la posición de pilar izquierdo en Union Sportive Oyonnax Rugby, equipo perteneciente a la liga Top 14.

## Carrera
Berthaud es un jugador de formación francesa (JIFF). Comenzó su carrera deportiva con el equipo Union Sportive Bressane Pays de l'Ain, en el cual jugó dos temporadas (2017-2019), después pasó a Soyaux-Angoulême XV Charente (2019-2021), luego a Union Sportive Oyonnax Rugby, donde lleva jugando tres temporadas.